# Andreas Berg (General)
Andreas Markus Berg (* 2. Dezember 1957 in Bonn; † 7. Februar 2020) war ein Generalmajor im Ruhestand des Heeres der Bundeswehr. Er war in seiner letzten Verwendung von 1. September 2013 bis 1. Oktober 2016 stellvertretender Kommandeur im Headquarters Rapid Reaction Corps France in Lille in Frankreich.

## Militärische Laufbahn
Berg trat 1976 beim Panzeraufklärungsbataillon 5 in Sontra in den Dienst der Bundeswehr und absolvierte den Offizieranwärterlehrgang. Von 1977 bis 1981 absolvierte er ein Studium der Wirtschafts- und Organisationswissenschaften an der Universität der Bundeswehr Hamburg, welches er als Diplom-Kaufmann abschloss. Während dieser Zeit erfolgte im Juli 1979 die Beförderung zum Leutnant.
Nach dem Studium wurde Berg nach Fritzlar versetzt, wo er von 1981 bis 1984 als Zugführer eines Spähzuges der Fernspähkompanie 300 eingesetzt war. In dieser Verwendung wurde er im Januar 1982 zum Oberleutnant befördert. 1984 erfolgte die Versetzung nach Hessisch Lichtenau, wo er beim Panzeraufklärungsbataillon 2 zuerst als Zugführer und ab 1985 als Kompaniechef eingesetzt war. Zum Oktober 1985 erfolgte dann auch die Beförderung zum Hauptmann. Von 1988 bis 1990 absolvierte Berg den Generalstabslehrgang an der Führungsakademie der Bundeswehr in Hamburg. Im Oktober 1990 erfolgte die Beförderung zum Major. An die Ausbildung in Hamburg schloss sich von 1990 bis 1992 die französische Generalstabsausbildung an der École supérieure de guerre in Paris an.
Zurück in Deutschland übernahm Berg von 1992 bis 1994 einen Posten als Referent im Führungsstab der Streitkräfte (FüS III 7) im Bonner Bundesministerium der Verteidigung. Hier erfolgte im Oktober 1993 auch die Beförderung zum Oberstleutnant. Von 1994 bis 1995 schloss sich eine Verwendung als Referent (Referat 250) im Auswärtigen Amt an. Von 1995 bis 1997 war Berg als Operationsstabsoffizier (G3) der Panzerbrigade 36 in Veitshöchheim eingesetzt.
Diesen Stabsverwendungen folgte 1997 ein Truppenkommando. In Ebern übernahm Berg das Kommando über das Panzeraufklärungsbataillon 12, das er bis 1999 innehatte. Auf diesem Dienstposten folgte ihm Oberstleutnant Uwe Nerger. Von 1999 bis 2001 war Berg Referent im Büro des beamteten Staatssekretärs Dr. Peter Wichert. Im April 2001 erfolgte die Beförderung zum Oberst und im selben Jahr die Versetzung nach Brüssel, wo Berg bis 2004 Büroleiter des Direktors des Internationalen Militärstabes (IMS) der NATO war.
Wieder in Deutschland wurde Berg im Bendlerblock in Berlin als Arbeitsbereichsleiter Planungsstab im Verteidigungsministerium eingesetzt. Am 20. September 2007 übernahm er schließlich das Kommando über die Deutsch-Französische Brigade in Müllheim und wurde in dieser Verwendung im März 2008 zum Brigadegeneral ernannt. Am 24. September 2009 übergab er das Kommando über die Brigade an den französischen Général de brigade Philippe Chalmel.
Bereits seit August 2009 nimmt Berg neue Pflichten im Stab des KFOR-Kommandeurs, Markus Bentler, im Kosovo wahr. Zum 1. April 2010 übernahm Berg den Dienstposten des Stabsabteilungsleiters III im Führungsstab des Heeres (FüH) und ist damit verantwortlich für die Themenkomplexe Führung, Konzeption und Einsatzgrundsätze.
Mit der Neuausrichtung der Bundeswehr wechselte Berg mit der Heeresführung in das neu aufgestellte Kommando Heer und wurde Abteilungsleiter Einsatz. Hiermit einher ging die Beförderung zum Generalmajor.
Zum 1. September 2013 übernahm Berg von Georg Nachtsheim den Posten als stellvertretender Kommandeur Headquarters NATO Rapid Deployable Corps. Zum 1. Oktober 2016 ging Berg in den Ruhestand, Nachfolger auf seinem Dienstposten wurde Generalmajor Gert-Johannes Hagemann.
Seine Auszeichnungen umfassten das Ehrenkreuz der Bundeswehr in Gold und Silber.

## Privates
Berg war verheiratet und hatte vier Kinder.